# Инфрачервен сензор
Инфрачервените сензори са техники с помощта на която уредите предават данни с помощта на светлинни лъчи, невидими за човешкото око. Тези сензори се използват в уреди както от бита (телевизори, касетофони, камери), така и в промишлените уреди.